# Katastrofa samolotu Columbus 13 stycznia 1923
Katastrofa samolotu Columbus 13 stycznia 1923 – katastrofa lotnicza łodzi latającej typu Aeromarine 75 należącej do Aeromarine West Indies Airways. W wyniku przymusowego wodowania samolotu w pobliżu Hawany zginęły cztery osoby, była to pierwsza śmiertelna katastrofa samolotu należącego do linii lotniczych w historii amerykańskiej awiacji cywilnej.

## Katastrofa
Katastrofa miała miejsce około 30 km na północ od Hawany 13 stycznia 1923 roku. Samolot typu Aeromarine 75 o nazwie Columbus należący do Aeromarine West Indies Airways odbywał lot rejsowy pomiędzy Key West na Florydzie a Hawaną. Na pokładzie samolotu znajdowało się dziewięć osób – siedmiu pasażerów i dwóch członków załogi. Z powodu problemów z silnikiem, samolot został zmuszony do lądowania na morzu, gdzie jego kadłub został uszkodzony przez około pięciometrowe fale i zaczął się wypełniać wodą. Czterech pasażerów znajdujący się na pokładzie samolotu utonęło, pozostałe osoby zostały uratowane przez przepływający w pobliżu prom HM Flagler. Była to pierwsza śmiertelna katastrofa samolotu należącego do linii lotniczych w historii amerykańskiej awiacji cywilnej.

## Konsekwencje
Katastrofa, połączona z dwoma wcześniejszymi wypadkami, w których stracono dwie łodzie latające, które zostały roztrzaskane o skały po zerwaniu się z cum w czasie sztormu, przyczyniła się do bankructwa i zamknięcia Aeromarine West Indies Airways. Po katastrofie znacznie podniesiono opłaty ubezpieczeniowe i firma nie była w stanie udźwignąć powiększonych kosztów.